# Trichoclea
Trichoclea từng là một chi bướm đêm thuộc họ Noctuidae, hiện tại được coi là đồng nghĩa của Anarta.

## Các loài trước đây
- Trichoclea antica Smith, 1891
- Trichoclea decepta Grote, 1883
- Trichoclea edwardsii Smith, 1888
- Trichoclea florida (Smith, 1900)
- Trichoclea postica Smith, 1891

## Đã chuyển sang chiSideridis
- Trichoclea artesta, nay là Sideridis artesta (Smith, 1903)
- Trichoclea fuscolutea, nay là Sideridis fuscolutea (Smith, 1892)
- Trichoclea mojave, nay là Sideridis mojave Benjamin, 1932
- Trichoclea ruisa, nay là Sideridis ruisa Forbes, 1913
- Trichoclea uscripta, nay là Sideridis uscripta (Smith, 1891)
- Trichoclea vindemialis, nay là Sideridis vindemialis (Guenée, 1852)